# Celler Modell
Das Celler Modell ist ein gemeinsames Vorbereitungskonzept der Diakonie Deutschland und der Deutschen Malteser zur Qualifizierung Ehrenamtlicher in der Hospizarbeit, das 1989 im Gemeindekolleg der VELKD in Celle begonnen wurde und in Multiplikatorenkursen von den Malteser Bildungseinrichtungen und der Bundesakademie für Kirche und Diakonie in Berlin angeboten wird. Es entspricht den Empfehlungen des Deutschen Hospiz- und PalliativVerbandes für solche Kursangebote. Es gliedert sich in einen Grundkurs, eine Praxisphase und einen Vertiefungskurs.

## Entstehungsgeschichte

### Lutherische Generalsynode 1988
Die Generalsynode der VELKD zum Thema „Sterbende begleiten“ verfasste 1988 in Veitshöchheim einen „Brief an die Gemeinden“, in dem sie Pfarrerinnen und Pfarrer, Diakoninnen und Diakone bat, Sterbende und ihre Angehörige seelsorgerlich zu begleiten: 

„Manche Gemeinden haben Besuchsdienstgruppen oder Begleitgruppen in Verbindung mit den Diakonie- und Sozialstationen ins Leben gerufen, die diesen Dienst gemeinsam mit den hauptamtlichen Mitarbeiterinnen und Mitarbeitern leisten. Wir bitten die Kirchenvorstände und Gemeinden, verstärkt solche Gruppen einzurichten und zu fördern.“

Nachdem die Lutherische Generalsynode beschlossen hatte, das Gemeindekolleg der VELKD in Celle fortzuführen, wurde angeregt, eben dort Modellkurse für die Befähigung von Ehrenamtlichen in der Begleitung von Schwerkranken und Sterbenden zu entwickeln.

### Gemeindekolleg der VELKD
Unter der Ägide des Gemeindekollegs in Celle und seines damaligen Referenten Alfred Seiferlein (Nachfolger 1990: Andreas Ebert) wurden seit 1989 Konsultationen und Modellkurse zur Entwicklung eines Vorbereitungskonzepts für Ehrenamtliche in der Sterbebegleitung durchgeführt, die von einer Projektentwicklungsgruppe unter der Leitung von Oberkirchenrat Peter Godzik begleitet wurden. Die ersten Entwürfe des Celler Modells wurden in drei Kirchengemeinden erprobt: in Flensburg, Lemgo und Berg (Starnberger See). Projektsekretär war viele Jahre der spätere Hannoversche Pastor Burkhard Straeck, der die Verbindung zum E.B.-Verlag in Hamburg-Rissen herstellte.

### Struktur
Das Celler Modell umfasst einen Grundkurs in acht Schritten, der die biblische Geschichte von den Emmaus-Jüngern (Lukas 24,13-35) für die seelsorgerliche Begleitung elementarisiert: wahrnehmen, mitgehen, zuhören, verstehen, weitergehen, bleiben, loslassen, aufstehen.
Nach einer Praktikumsphase unter Anleitung und Supervision der Kursleitung vor Ort folgt ein Vertiefungskurs, der im Wesentlichen der liturgischen Struktur der Beichte folgt: gerufen, gefragt, bedacht, bekannt, gelöst, erfüllt, gesegnet, begabt.: 

„Der Vertiefungskurs knüpft an den bisher zurückgelegten Weg des Zuhörens, Verstehens und Bleibens an und führt ihn in eine Tiefe der geistlichen Erfahrung, die es ermöglicht, als ein Getrösteter selber zu trösten und als ein Versöhnter anderen zur Versöhnung zu helfen.“

Die Vorbereitungsabende im Grund- und Vertiefungskurs gliedern sich in drei Abschnitte: Ein-Blick in die Gruppe (Befindlichkeit und Gruppendynamik im Blick auf das Thema), Meditation zum Thema, Information und Anschauungsmaterial zum Thema. In der Praktikumsphase heißen die drei Schritte der Supervisionsabende: zuhören, verstehen, weitergehen. Sie nehmen damit zentrale Themen des Grundkurses auf.
Schon bei der Entwicklung des Projekts und erst recht bei seiner Erprobung kam es zu Kritik an der Struktur des Vertiefungskurses, der zeitweilig sogar aufgegeben wurde, aber nach ausführlichen Debatten über seine Bedeutung im Gesamtzusammenhang, nämlich Arbeit an der Haltung der Ehrenamtlichen zu sein, stehengeblieben ist. 
Die nachfolgenden Ergänzungen und Revisionen der Handbücher betrafen fast immer diesen Vertiefungskurs, der vielen als zu fromm galt und doch als Türöffner für an Vorbereitungskursen für Ehrenamtliche in der Sterbebegleitung interessierte Katholiken fungierte, die schon bald nach der Veröffentlichung der Handbücher das lutherische Konzept gegen zwei im Entstehen begriffene katholische Entwürfe bevorzugten, weil der spirituelle Ansatz Biographiearbeit und Lebensbilanzierung unter theologisch-geistlichem Aspekt enthielt.
Das war im Übrigen vor allem Elisabeth Freifrau Spies von Büllesheim zu verdanken, der damaligen Sozialarbeiterin im St. Franziskus-Hospital (Flensburg), späteren Vizepräsidentin und Generaloberin des Malteser-Hilfsdienstes, die eine der ersten Schülerinnen des Celler Modells war und später neben Wiebke Thomsen, damalige Pflegedienstleiterin des Diakonissenkrankenhauses Flensburg, spätere Ehrenvorsitzende des Hospiz- und Palliativverbandes Schleswig-Holstein, eine seiner besten Lehrerinnen.

### Veröffentlichung
Zwei Umstände ermöglichten 1993 die Veröffentlichung des Teilnehmerhandbuchs:
- die Begabung und Fähigkeit von Andreas Ebert, lesbare Bücher zu schreiben, und
- das Interesse des Verlegers Hans-Jürgen Brandt vom E.B.-Verlag (damals Hamburg-Rissen, heute Berlin)[9] das vorliegende Manuskript wegen der eindrucksvollen Bilder von Ferdinand Hodler über das Sterben seiner Geliebten Valentine Godé-Darel zu veröffentlichen. (Die Hodler-Bilder konnten aus Kostengründen dann doch nicht abgedruckt werden; sie wurden als Dia-Serie den Leitungsteams zur Verfügung gestellt.)

Das Leitungshandbuch gab es vorläufig nur bei Anmeldung eines Leitungsteams zu den Multiplikatorenkursen im Gemeindekolleg in Celle.

## Wirkungsgeschichte

### Säkularisierungsschub
Die deutsche Wiedervereinigung 1990 brachte im kirchlichen Bereich einen erheblichen Säkularisierungsschub. Das wirkte sich auch auf die Gestaltung der Projekte des Gemeindekollegs in Celle aus, das 2008 nach Neudietendorf in Thüringen verlegt wurde. 

### Mitarbeit der Malteser
Im September 1994 gaben Elisabeth v. Spies und Dirk Blümke interessierten Maltesern eine erste Kurzeinführung in das „Celler Modell“. Die Malteser beschlossen daraufhin, das Projekt offiziell in ihre Ausbildung zu übernehmen. 
Am 10. Oktober 1995 fand im Gemeindekolleg der VELKD in Celle ein Gespräch mit Rolf Faymonville statt. Er erläuterte ausführlich die Arbeit der Malteser mit dem von der VELKD entwickelten Projekt. Aus seiner Sicht sei es wichtig und entscheidend, dass in dem Projekt „Sterbende begleiten“ die spirituelle Ebene in die praxisbezogene Arbeit integriert werde. Der Transfer des Projektes in den Hospizkontext mache inhaltliche Ergänzungen notwendig (theologische und pädagogische Hintergrundinformationen, zusätzliche Angebote zum Thema Gruppenleitung). Aus katholischer Sicht müssten im Vertiefungskurs das Sakrament der Krankensalbung und die Frage nach der Absolutionsgewalt in der Beichte besonders berücksichtigt werden. Grundsätzlich sei es wichtig, zwischen der Sterbebegleitung in der Gemeinde und der Hospizarbeit im engeren Sinne zu unterscheiden. Beide Bereiche könnten sich aber gegenseitig befruchten und produktiv in Frage stellen. Es wurde verabredet, die jeweiligen Termine der Trainings auch in Zukunft gegenseitig auszutauschen und bei Anfragen auch auf diese Angebote der jeweils anderen Institution zu verweisen.
Mit dem Eintritt der Malteser in die Projektbegleitung begann die allmähliche Ablösung des Celler Modells von einem lutherischen Gemeindeaufbauprojekt hin zu einem ökumenischen Hospizkurs, der schließlich in der Hospizarbeit in Deutschland weite Verbreitung fand und dabei die vom Hospizverband auferlegten Kriterien zu erfüllen hatte.

### Erste Überarbeitung
Die anhaltende Kritik an der an die Beichtordnung angelehnten Struktur des Vertiefungskurses führte 1996 zu einer Überarbeitung wenigstens des Leitungshandbuches. Peter Godzik, Schleswig, und Wolfgang Weiß, Berlin, fügten eine biblisch orientierte Leitbildmeditation, anknüpfend an die im zweiten Schritt behandelte Geschichte von der Heilung eines Gelähmten (Markus 2,1–12), hinzu mit der Folge der Umbenennung der acht Schritte in: gerufen – an die Tür des Lebens; gefragt – nach tragfähiger Gemeinschaft; bedacht – im eigenen Herzen; bekannt – im Ansehen Gottes; gelöst – aus lähmender Bindung; erfüllt – mit aufhebender Kraft; gesegnet – im eigenen Leben; begabt – mit erstaunlicher Vollmacht.
Außerdem ergänzten sie weitere Abschnitte und Übungen und fügten in der Praxis bewährte Alternativen im Ablauf der jeweiligen Einheiten hinzu.
Konfessionelle Unterschiede in den Handlungsvollmachten am Kranken- und Sterbebett zwischen Laien und Priestern wurden beschrieben, als katholischer Beitrag die „Sakramente als Zeichen der Nähe Gottes“ vorgestellt und als evangelischer Beitrag die bei der Generalsynode 1988 angenommene seelsorgerliche Handreichung „Was können wir als Christen tun?“ eingefügt (S. 90–97). Im Anhang wurden Auszüge aus Luthers Ein Sermon von der Bereitung zum Sterben, 1519, abgedruckt (S. 135–141) und zwei für Ehrenamtliche als zu schwierig empfundene Beiträge herausgenommen:
- Ernst Engelke: Arbeit mit Gesprächsprotokollen (1. Auflage Leitungshandbuch, S. 58–62);
- Christine Denzer-Labisch[15]: Abschiedsübung (1. Auflage Leitungshandbuch, S. 85–91).

Die biblische Leitbildmeditation zu Markus 2,1–12 wurde zwar von einigen dankbar angenommen, von anderen aber nach wie vor als zu fromm abgelehnt.

### Zweite Überarbeitung
Nach zehn Jahren bewährter und kritisch begleiteter Praxiserfahrung mit Multiplikatorenkursen zum Celler Modell initiierte das Gemeindekolleg in Celle mit Hilfe einer gemeinsamen Arbeitsgruppe des Gemeindekollegs und des Referats der Malteser Hospizarbeit (Dirk Blümke, Ursula Neumann, Martin Ostertag, Elke Schölper, Wiebke Thomsen, Wolfgang Weiß) einen umfassenden Erneuerungsprozess des Modells. Die gründlich überarbeitete Fassung des Leitungshandbuchs erschien 2004 unter dem Titel „Sterbende begleiten lernen“ im Gütersloher Verlagshaus. Die überarbeiteten und ergänzten Teilnehmermaterialien wurden dem Leitungshandbuch als CD-ROM beigefügt, was ihre Lesbarkeit in der Praxis erschwerte. 
Der Grundkurs blieb in seinen acht Schritten unverändert, der Vertiefungskurs behielt vier seiner acht bisherigen Schritte und bekam vier neuformulierte hinzu: gedeutet, begrenzt, entdeckt, bewegt. Dabei spielte das Leitbild der biblischen Geschichte von der Heilung eines Gelähmten (Markus 2,1–12) die entscheidende Rolle: Es sollte weniger mutwillig auf die Struktur der Beichte rückbezogen werden, als das bisher der Fall war.

### Wiederherstellung der alten Fassung
2012 zeigte Godzik eine selbst gestaltete zweite Auflage des Handbuchs seinem Verleger Werner Steinmann, der gerade die beiden Handbücher des „Rendsburger Modells zur Trauerbegleitung“ nebst Leitungshandbuch veröffentlicht hatte. Er schlug ihm vor, die ursprüngliche Fassung des Celler Modells in zwei handlichen Büchern wiederherzustellen – mit Abdruck der Hodler-Bilder. Das geschah 2012 und 2013 mit den beiden Veröffentlichungen zu Grundkurs Die Kunst der Sterbebegleitung und Vertiefungskurs Sterbebegleitung – herzlich und zugewandt.

### Dritte Überarbeitung
Ergänzend zu dem neuen Handbuch Sterbende begleiten lernen und unter Verwendung der gleichen Schritte in Grund- und Vertiefungskurs erschien 2009, unterstützt von der Malteser Hospizarbeit & Palliativmedizin und dem inzwischen nach Neudietendorf verlegten Gemeindekolleg der VELKD, das Handbuch Kinder- und Jugendhospizarbeit. Das Celler Modell zur Vorbereitung Ehrenamtlicher in der Sterbebegleitung. Dirk Blümke und Christoph Burba schrieben dazu in ihrem Vorwort:

„Das von einer Arbeitsgruppe aus erfahrenen Mitarbeiterinnen und Mitarbeitern der Kinder- und Jugendhospizarbeit der Malteser erarbeitete Curriculum will Kursleitungsteams befähigen, Menschen, die sich ehrenamtlich in die Kinder- und Jugendhospizarbeit einbringen wollen, vor Ort für diese Arbeit zu qualifizieren. Ehrenamtlich tätige Hospizmitarbeiterinnen und Hospizmitarbeiter sollen als ‚Patinnen‘ und ‚Paten‘ lebensverkürzend erkrankte Kinder und Jugendliche und deren Angehörige verantwortlich unterstützen können. Zentrale Aspekte des Vorbereitungskurses sind zum einen die reflektierte Auseinandersetzung der Kursteilnehmenden mit dem Themenkomplex Sterben, Tod und Trauer, und zum anderen die Begleitung und Unterstützung von Familien mit einem lebensverkürzend erkrankten Kind oder Jugendlichen. 
Unser besonderer Dank gilt dem Autorenteam, das mit großem persönlichem Engagement die gute Tradition des Celler Modells fortgeführt hat und auf diese Weise alle interessierten Leserinnen und Lesern kompetent durch dieses Curriculum führt. Damit ist ein weiterer Mosaikstein gelungener ökumenischer Zusammenarbeit zwischen dem Gemeindekolleg der VELKD und dem Malteser Hilfsdienst hinzugekommen.“

### Übergabe an die BAKD
Am 8. Dezember 2017 übergab das Gemeindekolleg der VELKD bei einem festlichen Empfang in Berlin das Projekt „Sterbende begleiten lernen“ in die Verantwortung der Bundesakademie für Kirche und Diakonie (BAKD). Die bewährte Zusammenarbeit mit den Maltesern in Deutschland wurde fortgeführt. Zur Überarbeitung und Integration der beiden bis dahin vorliegenden Veröffentlichungen wurde eine gemeinsame Arbeitsgruppe eingesetzt, die 2018 ihr Ergebnis veröffentlichen konnte.

### Vierte Überarbeitung
Die vierte Überarbeitung des Celler Modells nahm sich vor allem des nach wie vor umstrittenen Vertiefungskurses an, löste sich von den Partizip-Perfekt-Passiv-Formulierungen und wählte acht aktive Verben wie im Grundkurs: sich entschließen, helfen, innehalten, entlasten, deuten, wachsen, hoffen, losgehen. Das Celler Modell ist offener, moderner, dialogbereiter geworden. Dennoch ist der innere Zusammenhang mit dem Vertiefungskurs des ursprünglichen Konzepts und der zweiten Überarbeitung bei genauerem Hinsehen grundsätzlich gewahrt. Und es gibt dankenswerterweise auch wieder einen gedruckten Materialteil mit den Bildern von Hodler.
Im Vorwort der Malteser ist zu lesen: 

„‚... Und jedem Anfang wohnt ein Zauber inne, der uns beschützt und der uns hilft, zu leben.‘ (aus: Hermann Hesse: Stufen) 
Kaum etwas beschreibt besser die Herausforderung, sich Veränderungen zu stellen und sich zu öffnen für das, was kommen wird, als diese Zeilen von Hermann Hesse. Es bezieht die Herausforderung mit ein, die Befähigung und Qualifizierung von Ehrenamtlichen für die Sterbebegleitung immer weiter zu denken. Die Wirkungsgeschichte des sogenannten Celler Modells zeigt, dass sich das Konzept einer dynamisch sich verändernden Bürgerbewegung Hospiz immer wieder neu gestellt und diese ihrerseits durch die eigene Klarheit als ökumenisches Vorbereitungskonzept mit beeinflusst hat. Fast 30 Jahre später wird mit dieser in Teilen völlig neu bearbeiteten Fassung dieser Zauber des Anfangs neu genährt. 
Dieses Ihnen vorliegende Kursleitungskonzept zur Qualifizierung Ehrenamtlicher in der Sterbebegleitung musste Antworten finden auf die Fragen nach zeitgemäßen Texten, nach kirchenfernen Sozialisationen, nach Brüchen in den alten Konzepten und nach den Schlüsselkompetenzen in der Sterbebegleitung. Viele Hospizdienste stehen vor der Herausforderung, Ehrenamtliche für die Kinder- und Jugendhospizarbeit und die Erwachsenenhospizarbeit zu qualifizieren, wobei sich Ehrenamtlichkeit wandelt, Anforderungen an Kursleitungen in der Art der Vermittlung und in der Durchführung steigen. ...
Die Malteser freuen sich, dass es auch in dieser Fortführung gelungen ist, den Geist der ursprünglichen Gemeindeerneuerungsidee als Projekt der Vereinigten Evangelisch-Lutherischen Kirche Deutschlands zusammen mit der Diakonie Deutschland in den nächsten notwendigen Veränderungsschritt zu führen. Damit dokumentiert das Autorenteam zum einen die Verbundenheit mit den Autoren der ersten und zweiten Stunde, Andreas Ebert, Peter Godzik und Elke Schölper, den Referent*innen der VELKD, begeht aber ähnlich wie bei den vorangegangenen Überarbeitungsschritten sprichwörtliches Neuland. ...
In der Integration der beiden Konzepte von 2004 und 2009 hat nun das neue Autorenteam aus Trainern der VELKD (Diakonie) und der Malteser insbesondere den Vertiefungskurs neu akzentuiert.“

### Zusammenfassung
Das neueste Handbuch des „Celler Modells“ fasst die Entwicklung der letzten 30 Jahre folgendermaßen zusammen: 

„Die Hospizbewegung [baut] – damals wie heute – wesentlich auf das ehrenamtliche Engagement der Bürgerinnen und Bürger und auf die Mitglieder aus den christlichen Gemeinden. Sterbende und Trauende nicht alleine zu lassen, ist eine menschliche wie gesellschaftliche Verpflichtung und zugleich der Urauftrag christlicher Gemeinde.
Um diese Aufgabe mit Herz und Verstand bewältigen zu können, bedarf es einer guten Vorbereitung. Diese macht ein sowohl spezifisches Wissen als auch eine grundsätzliche Auseinandersetzung mit der eigenen Biografie, der eigenen Endlichkeit, des Wissens um Familienstrukturen und die Herausbildung einer tragfähigen Haltung erforderlich.
Daran orientiert sich die vierte große Überarbeitung des sogenannten ‚Celler Modells‘, das ursprünglich von Andreas Ebert und Peter Godzik als Gemeindeentwicklungsmodell der Vereinigten Evangelisch-Lutherischen Kirche Deutschlands (VELKD) konzipiert wurde und mittlerweile ein fester Bestandteil innerhalb der Hospizbewegung selbst geworden ist. 
Konzentrierte sich die erste Überarbeitung noch unter Peter Godzik auf die Überarbeitung des Kursleiterhandbuches (damals noch neben einer Materialsammlung) unter dem Titel ‚Verlass mich nicht, wenn ich schwach werde‘, ging die zweite Überarbeitung unter Elke Schölper, Referentin der VELKD, grundsätzlich in eine sprachliche und inhaltliche Anpassung und scheute sich auch nicht davor, den Vertiefungskurs neu auszurichten. Die dritte Überarbeitung wurde seitens der Malteser initiiert und unter der Federführung von Bernhard Bayer, Diözesanreferent des Malteser Hilfsdienstes in der Diözese Rottenburg-Stuttgart, an die Belange der Vorbereitung für Ehrenamtliche in der Kinder- und Jugendhospizarbeit angepasst. 
Die nun vorliegende vierte grundlegende Bearbeitung integriert sowohl die Veränderungen in der Erwachsenenhospizarbeit mit den Anforderungen der Kinder- und Jugendhospizarbeit und hat sich insbesondere des Vertiefungskurses und der Praxisphase angenommen. Nach wie vor finden sich die Orientierung an der Themenzentrierten Interaktion und die Ausrichtung an biblischen Leitbildern wieder, ergänzt um systemisches Wissen, Übungssequenzen, zeitgemäße Texte und angereichert um das Erfahrungswissen aus 30 Jahren Hospiz- und Palliativarbeit sowie Trauerbegleitung.“

## Veröffentlichungen
- Andreas Ebert, Peter Godzik (Hrsg.): Verlaß mich nicht, wenn ich schwach werde. Handbuch zur Begleitung Schwerkranker und Sterbender im Rahmen des Projekts „Sterbende begleiten – Seelsorge der Gemeinde“, Hamburg: E.B.-Verlag Rissen, 
  - Teilnehmer- und Kursleitungs-Handbuch, 1993 (in Zusammenarbeit mit Christoph Baum, Willy Boysen, Christine Denzler-Labisch, Margot Desenick, Horst Dirks, Rosemarie Dirks, Wiltrud Hendriks, Doris Hetzler, Dr. Hartmut Mühlen, Brigitte Müller, Dr. Gerhard Pfister, Alfred Seiferlein, Jochen Senft, Marlies Söhlke, Elisabeth von Spies, Lotte Strack, Burkhard Straeck, Wiebke Thomsen und Karin Witte);
  - Kursleitungs-Handbuch, durchgesehen und ergänzt von Peter Godzik und Wolfgang Weiß, 1996 (in Zusammenarbeit mit Maria Ankermann, Dirk Blümke, Willy Boysen, Doris Hetzler, Edeltraut Kambach[24], Margret Krueger, Paul-Gerhard Langenbruch, Gabriele Pappai, Dr. Gerhard Pfister, Elisabeth von Spies, Rolf Sturm, Wiebke Thomsen und Frank Weiberg).
- Elke Schölper (Hrsg.): Sterbende begleiten lernen. Das Celler Modell zur Vorbereitung Ehrenamtlicher in der Sterbebegleitung, Gütersloh: Gütersloher Verlagshaus 2004 (mit Material-CD-ROM).
- Bernhard Bayer, Thorsten Hillmann, Georg Hug, Christa Ruf-Werner (Hrsg.): Kinder- und Jugendhospizarbeit. Das Celler Modell zur Vorbereitung Ehrenamtlicher in der Sterbebegleitung. Mit freundlicher Unterstützung von Dirk Blümke, Malteser Hospizarbeit & Palliativmedizin, und Dr. Christoph Burba, Gemeindekolleg der VELKD, Gütersloh: Gütersloher Verlagshaus 2009.
- Peter Godzik (Hrsg.): Die Kunst der Sterbebegleitung. Handbuch zur Begleitung Schwerkranker und Sterbender, Rosengarten b. Hamburg: Steinmann 2013 (Grundkurs des Celler Modells: Inhaltsverzeichnis).
- Peter Godzik (Hrsg.): Sterbebegleitung – herzlich und zugewandt. Mit zahlreichen praktischen Hilfen, Rosengarten b. Hamburg: Steinmann 2012 (Vertiefungskurs des Celler Modells: Inhaltsverzeichnis).
- Bernhard Bayer, Dirk Blümke, Georg Hug, Kerstin Kurzke, Ulrich Wahl (Hrsg.): Sterbende begleiten lernen. Das Celler Modell zur Qualifizierung Ehrenamtlicher für die Hospizarbeit, vollständig überarbeitete und aktualisierte Neuausgabe, München: Gütersloher Verlagshaus in der Verlagsgruppe Random House GmbH,
  - Kursleitungskonzept, 2018.
  - Materialien, 2018.